# The Eternal Duel
The Eternal Duel è un cortometraggio muto del 1914 diretto da Bertram Bracken. Interprete del film è Henry King che sarebbe in seguito diventato uno dei più rappresentativi registi hollywoodiani.

## Produzione
Il film - un cortometraggio a una bobina - fu prodotto dalla Lubin Manufacturing Company.

## Distribuzione
Distribuito dalla General Film Company, il cortometraggio venne distribuito nelle sale USA il 19 gennaio 1914.